# Biblioteques Europees de Teologia
Biblioteques Europees de Teologia (BETH), Bibliotecas Europeas de Teología / Bibliothèques Européennes de Théologie / European Theological Libraries / Europäische Bibliotheken für Theologie, en les seves sigles en castellà, francès, anglès i alemany respectivament, és una associació ecumènica fundada l'any 1961, la seu de la qual es troba en Nimega (Països Baixos) i que té per objecte contribuir al desenvolupament de les biblioteques de teologia d'Europa, tot promovent la cooperació entre els seus membres.
Des de 1957, en ocasió del desè aniversari del Grup d'Estudi de Biblioteques Catòliques Teològiques (AKThB), es reuneixen a Frankfurt del Main alguns bibliotecaris redacten les bases d'una futura associació, en la que es perfilarà el que serà BETH. D'entre aquests bibliotecaris, el Pare Luchesius Smits (VKSB, Vereniging voor Seminarie- en Kloosterbibliothecarissen, Països Baixos), el Pare Francis Courtney (ABTAPL, del Regne Unit) i el Pare Paul Mech (Associació de biblioteques de ciències religioses, França), amb l'esperit de reconstrucció i de reconciliació que caracteritza la postguerra, es van preocupar per contribuir al desenvolupament de la fe cristiana afavorint els intercanvis entre les biblioteques teològiques. A tots tres els va semblar indispensable millorar la qualificació professional, treballar les bibliografies internacionals i afavorir l'ajuda mútua amb la finalitat d'aconseguir plenament la seva missió. En relació amb el tema es podria recordar la frase de Johan van Wyngaerden que es refereix als fundadors de la VSKB als Països Baixos : «Ells consideren com a missió apostòlica no solament l'encarregar-se de la conservació de les col·leccions precioses de llibres dels seminaris i dels convents, sinoó que també calia posar-ho a la disposició d'un ampli nombre de persones».
El 18 d'octubre de 1961, a Frankfurt, es va fundar el Comité Internacional de les Associacions de les Biblioteques de Teologia (International Council of Theological Library Associations), que al començament reuneix les biblioteques d'Alemanya, de França i dels Països Baixos. L'any 1970, el Comitè es transforma en el Consell Internacional de les Associacions de les Biblioteques de Teologia, tot aglutinant diverses associacions nacionals i fent-se membre de la IFLA (1971-1986). Des de 1961 a 1999, podem trobar diverses publicacions en col·laboració que testifiquen l'esforç que es va realitzar: les "Scripta recenter edita", bibliografia d'obres filosòfiques i teològiques, van ser publicades entre 1959 i 1973; i la "Bibliographia ad usum seminarorium" selecciona els instruments necessaris per als estudis teològics (litúrgia, misiología, ecumenisme), publicades entre 1959 a 1965.
L'any 1999, tot centrant-se en la natura específicament europea de les seves activitats, el Consell es converteix en l'associació BETH : "Bibliotecas Europeas de Teología / Bibliothèques Européennes de Théologie / European Theological Libraries / Europäische Bibliotheken für Theologie", amb seu la Universitat Catòlica de Lovaina.
Així, l'any 2010, BETH reuneix 12 associacions nacionals membres i 13 membres extraordinaris, entre els quals destaquen per exemple la Biblioteca Nacional de França (servei de Filosofia Religió), la Biblioteca Nacional i Universitat d'Estrasburg o la Biblioteca del Consell Ecumènic de les Esglésies amb seu a Ginebra.
BETH, tot recolzant-se en les organitzacions nacionals i en l'excepcional riquesa patrimonial de les biblioteques que en formen part, organitza tots els anys una conferència. BETH ajuda als seus membres a agrupar-se per aconseguir l'accés a les bases de dades i difon tots els anys les informacions relatives a les exposicions, els col·loquis i els treballs de digitalització en curs.

## Associacions membres[calcitació]
- ABCF: Association donis Bibliothèques Chrétiennes de France – França
- ABEI: Associazione dei Bibliotecari Ecclesiastici Italiani – Itàlia
- ABIE: Associació de Bibliotecaris de l'Església a Espanya – Espanya
- ABTAPL: Association of British Theological and Philosophical Libraries – Regne Unit i Irlanda
- AKThB: Arbeitsgemeinschaft Katholisch-Theologischer Bibliotheken – Alemanya
- EKE: Egyházy Könyvtárak Egyesülése – Hongria
- FIDES: Federation of the Polish Ecclesiastical Libraries – Polònia
- FTRB: Forum for Teologiske og Religionsfaglige Bibliotek – Noruega
- URBS: Unione Romana Biblioteche Ecclesiastiche – Itàlia
- VkwB: Verband kirchlich-wissenschaftlicher Bibliotheken in der Arbeitsgemeinschaft der Archive und Bibliotheken in der evangelischen Kirche (AABevK) – Alemanya
- VRB: Vereiniging van Religieus-Wetenschappelijke Bibliothecarissen – Bèlgica
- VTB : Vereiniging voor het Theologisch Bibliothecariaat – Països Baixos

## Associacions amb consideració d'extraordinaris
- Bibliothèque de la Société de Port-Royal, Paris, França
- IxTheo: Universitätsbibliothek Tübingen – Alemanya